# アクィッリウス氏族

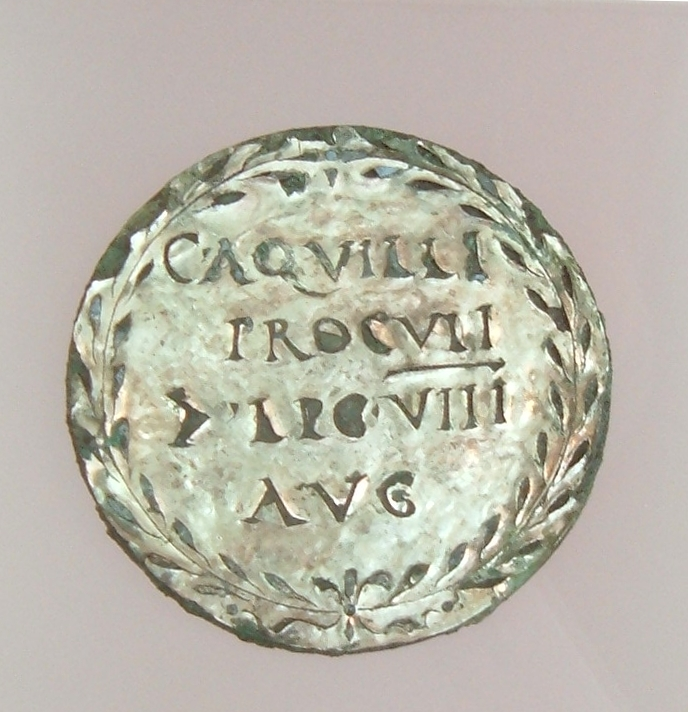
第8軍団アウグスタ所属、ガイウス・アクイッリウス・プロクルスの持ち物であることを示すメダリオン、 ナイメーヘンにあるファルクホフ博物館収蔵

アクィッリウス氏族 (ラテン語: gens Aquillia)は、古代ローマにおける氏族であり、パトリキ系、プレブス系の双方が存在する。その歴史は大変古く、タルクィニウス・スペルブス王を復位させる企てに加わった貴族のうちにもその名は見られ、ブルトゥスに処刑されている。紀元前487年に氏族から初の執政官 ガイウス・アクィッリウス・トゥスクスを出した。

## 起源
アクィッリウスもしくはアクィリウスという氏族名は、恐らくラテン語の鷲 (aquila)から来ていると思われる。コインや碑文にはだいたいの場合アクィッリウス (Aquillius)と刻まれているが、文書には通常、アクィリウス (Aquilius)と記された。最も古い枝族は家族名トゥスクスで、この名前からエトルリア出身であった可能性はあるが、出身に関わらずトゥスクスを名乗る場合もあるため定かではない。ただし、複数の旧エトルリア都市遺跡から3つ出土したワインピッチャーにAvile Acvilnas (ラテン語でAulus Aquillius)の名があった事から、この氏族はエトルリア出身とする説もある。イスキア・ディ・カストロ出身とも言われる。

## 個人名
アクィッリウス氏族で最も古くから使われていた個人名はガイウス、ルキウス、マルクスで、この3つはローマの歴史を通じて最も多い名前である。
しかしながら、共和政時代末期に興隆した家系の一つには、あまり多くないマニウスを名乗るものもいた。

## 枝族と家名
共和政下で見られる枝族には、コルウス、クラッスス、フロルス、ガッルス、トゥスクスがある。
トゥスクス (Tuscus)家は最も古い家系で、エトルリア人を指すEtruscusを縮めたものから来ており、間違いなくパトリキである。コルウス家の名はカラス (corvus)から来ており、ウァレリウス氏族によく見られる。 フロルス家の名が初めて現れるのは第一次ポエニ戦争中ではあるが、4世紀から存在しており、少なくともアウグストゥスの時代までは栄えた。ガッルス家の語源には雄鶏 (gallus)やガリア人など諸説ある。クラッスス家は多くの氏族で見られ、分厚い、鈍い、単純、粗い、と言った意味から来ている。

## メンバー

### トゥスクス家
- ガイウス・アクィッリウス・トゥスクス： 紀元前487年の執政官。ヘルニキ族との戦いに勝利し、小凱旋式を挙行[5]

### コルウス家
- ルキウス・アクィッリウス・コルウス： 紀元前388年の執政武官[6]

### フロルス家
- ガイウス： 紀元前259年の執政官の祖父
  - マルクス： 紀元前259年の執政官の父
    - ガイウス・アクィッリウス・フロルス： 紀元前259年の執政官。第一次ポエニ戦争に参加し翌年凱旋式を挙行[7]
- ルキウス・アクィッリウス・フロルス： アウグストゥス時代の貨幣鋳造三人委員[8]

### ガッルス家
- ルキウス・アクィッリウス・ガッルス： 紀元前176年のプラエトル。シキリア属州に赴任[9]
- ガイウス・アクィッリウス・ガッルス： 紀元前67年のプラエトル。著名な法学者 クイントゥス・ムキウス・スカエウォラ・ポンティフェクス（英語版）の弟子。

### その他

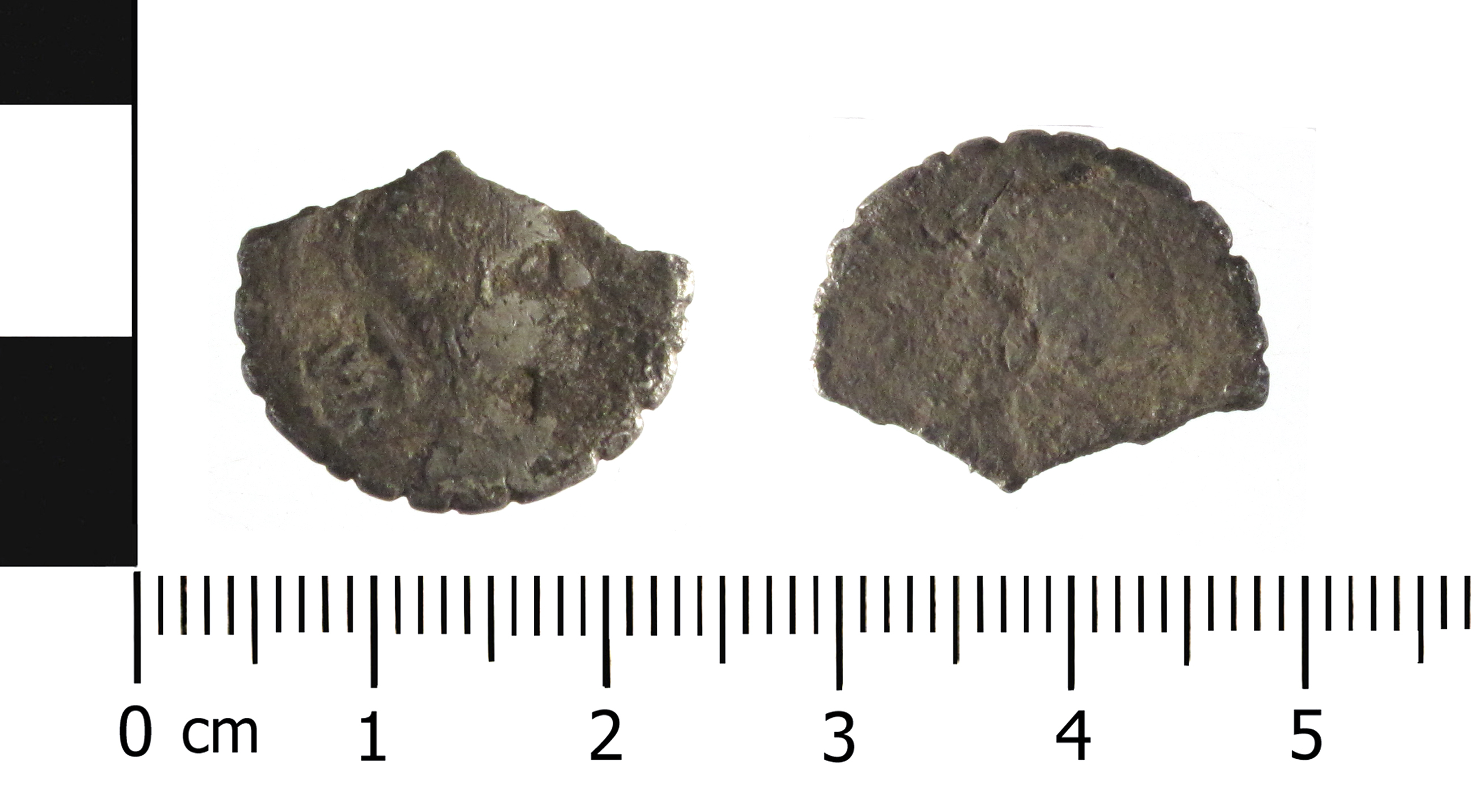
紀元前101年の執政官マニウス・アクィッリウスが刻まれたデナリウス銀貨、紀元前65年に貨幣鋳造三人委員のマニウス・アクィッリウスによって鋳造された

- プブリウス・アクィッリウス： 紀元前211年の護民官[10]
- マニウス・アクィッリウス： 紀元前129年の執政官[11]。前126年にはプロコンスルとしてアシア属州総督を務め凱旋式を挙行。後にポントス王国のミトリダテス5世からの収賄容疑で告訴される[12]
  - マニウス・アクィッリウス： 紀元前101年の執政官で、第二次奴隷戦争を鎮圧[13]。紀元前99年に小凱旋式を挙行[14]紀元前88年、第一次ミトリダテス戦争を開戦するもののミトリダテス6世に捕らえられ処刑される
- マニウス・アクィッリウス： 元老院議員で紀元前71年の貨幣鋳造三人委員
- アクィッリア, 紀元前44年頃キケロの弟と婚約したという[15]
- マルクス・アクィッリウス・クラッスス： 紀元前43年のプラエトル。元老院によってオクタウィアヌスを阻止するためピケナムに派遣されるも、敗北し追放された。恐らくアッピアノス『内乱記』4巻のアキリウス (Acilius)も同一人物[16]
- アクィッリウス・ニゲル： スエトニウスによると、彼は混乱のうちにアウグストゥスが執政官ヒルティウスを殺したのではないかと指摘したという[17]
- マルクス・アクィッリウス・ユリアヌス： 38年の執政官[18][19]
- マルクス・アクィッリウス・レグルス： ネロ時代の密告者 (delatores)の一人。ドミティアヌス時代にも再任
- ガイウス・アクィッリウス・プロクルス： 90年の補充執政官
- クイントゥス・アクィッリウス・ニゲル： 117年の執政官
- アクィッリウス・セウェルス： ウァレンティニアヌス1世時代のヒスパニア出身の詩人。[20]